# 西山守
西山 守（にしやま まもる、1971年 - ）は、日本のマーケティングコンサルタント。桜美林大学ビジネスマネジメント学群准教授。

## 来歴・人物
鳥取県出身。1998年に東京大学理学系研究科大学院を修了し、同年電通総研に入社。情報メディアや地域開発のコンサルティング業務に従事した。その後電通でマーケティングツールの開発やソーシャルメディアマーケティングの業務に従事し、「口コミデザイナー」としても活動した。2016年12月に電通を退社。2017年5月に西山コミュニケーション研究所代表。2021年4月より桜美林大学ビジネスマネジメント学群准教授に就任。

## 著作

### 単著
- 『話題を生み出す「しくみ」のつくり方 情報拡散構造から読み解くヒットのルール』宣伝会議、2021年3月。ISBN 9784883355082。

### 共著
- 『クロスイッチ 電通式クロスメディアコミュニケーションのつくりかた 』電通「クロスメディア開発プロジェクト」チーム編著、ダイヤモンド・フリードマン社、2008年8月、ISBN 9784478090046
- 『炎上に負けないクチコミ活用マーケティング』河井孝仁、宇賀神貴宏、WOMJメソッド委員会編著、彩流社、2017年12月、ISBN 9784779171000

### 共訳
- 『リッスン・ファースト! ソーシャルリスニングの教科書』スティーブン・D・ラパポート著、電通ソーシャルメディアラボ訳、翔泳社、2012年4月、ISBN 9784798125466